# Teoria dei caratteri
In matematica la teoria dei caratteri è una branca della teoria delle rappresentazioni dei gruppi ed è molto usata in teoria dei numeri; in particolare è fondamentale per la dimostrazione del teorema di Dirichlet e del teorema di Burnside.

## Definizione di carattere
Sia {\displaystyle V} uno spazio vettoriale sul campo {\displaystyle K} e sia {\displaystyle \rho \colon G\to \mathrm {GL} (V)} una rappresentazione del gruppo {\displaystyle G} su {\displaystyle V}. Il carattere della rappresentazione {\displaystyle \rho } è, per definizione, la mappa {\displaystyle \chi _{\rho }\colon G\to K} che manda {\displaystyle g\in G} nella traccia della matrice rappresentativa dell'automorfismo {\displaystyle \rho (g)}:
{\displaystyle \chi _{\rho }(g)={\mbox{Tr}}(\rho (g)).}

## Proprietà
Il carattere di una trasformazione presenta alcune particolari proprietà.
Sia {\displaystyle \rho } una rappresentazione del gruppo {\displaystyle G} sullo spazio vettoriale {\displaystyle V} e sia {\displaystyle \chi _{\rho }} il suo carattere allora possiamo dire che:
1. {\displaystyle \chi (1_{G})} è uguale alla dimensione dello spazio vettoriale {\displaystyle V} infatti:
{\displaystyle \chi (1_{G})=\mathrm {Tr} (\rho (1_{G}))=\mathrm {Tr} (1_{\mathrm {GL} (V)})}
e dato che {\displaystyle 1_{\mathrm {GL} (V)}} è la matrice identica dello spazio vettoriale {\displaystyle V} la sua traccia è uguale alla sua dimensione.
2. {\displaystyle \chi } è costante sulle classi di coniugio. In altre parole se {\displaystyle x} e {\displaystyle g} sono due elementi di G, si ha {\displaystyle \chi (g^{-1}xg)=\chi (x)}. Il motivo è che la traccia è invariante per similitudine, cioè matrici simili hanno la stessa traccia.
3. Due rappresentazioni {\displaystyle \rho \colon G\to \mathrm {GL} (V)} e {\displaystyle \pi \colon G\to \mathrm {GL} (U)} si dicono isomorfe se esiste un isomorfismo {\displaystyle \phi \colon V\to U} tale che:
{\displaystyle \phi \circ \pi (g)\circ \phi ^{-1}=\rho (g)}
per ogni elemento {\displaystyle g} del gruppo {\displaystyle G}. Quindi se {\displaystyle \pi } e {\displaystyle \rho } sono isomorfe allora, poiché la traccia è invariante per similitudine, avranno lo stesso carattere ({\displaystyle \chi _{\pi }=\chi _{\rho }}).
4. Se {\displaystyle G} è un gruppo finito di ordine {\displaystyle n} allora {\displaystyle \chi (g)} appartiene al sovracampo di {\displaystyle K} generato dalle radici {\displaystyle n}-esime di {\displaystyle 1}. Infatti poiché {\displaystyle g^{n}=1} per ogni {\displaystyle g\in G} si ha anche {\displaystyle \rho (g)^{n}=1} per ogni {\displaystyle g\in G} e quindi gli autovalori di {\displaystyle \rho (g)} sono radici {\displaystyle n}-esime di {\displaystyle 1}.

### Carattere di una somma diretta
Siano {\displaystyle V} e {\displaystyle W} due spazi vettoriali sul campo {\displaystyle K} e {\displaystyle \pi :G\to \mathrm {GL} (V)}, {\displaystyle \rho :G\to \mathrm {GL} (W)} due rappresentazioni di {\displaystyle G}. Se definiamo {\displaystyle \pi _{g}:=\pi (g)} e {\displaystyle \rho _{g}:=\rho (g)}, la somma diretta di {\displaystyle \pi } e {\displaystyle \rho } è la rappresentazione
{\displaystyle \pi \oplus \rho :G\to \mathrm {GL} (V\oplus W)}
definita così:
{\displaystyle (\pi \oplus \rho )_{g}:=\pi _{g}\oplus \rho _{g},}
dove {\displaystyle \pi _{g}\oplus \rho _{g}} è l'applicazione che manda {\displaystyle (v,w)}, appartenente {\displaystyle V\times W}, in {\displaystyle (\pi _{g}v,\rho _{g}w)}, sempre appartenente a {\displaystyle V\times W}.
Si ha evidentemente
{\displaystyle \chi _{\pi \oplus \rho }(g)=\mathrm {Tr} ((\pi \oplus \rho )_{g})=\mathrm {Tr} (\pi _{g}\oplus \rho _{g})=\mathrm {Tr} (\pi _{g})+\mathrm {Tr} (\rho _{g})=\chi _{\pi }(g)+\chi _{\rho }(g),}
questo per ogni {\displaystyle g} in {\displaystyle G} e quindi:
{\displaystyle \chi _{\pi \oplus \rho }=\chi _{\pi }+\chi _{\rho }.}

### Carattere di un prodotto tensoriale
Siano {\displaystyle V} e {\displaystyle W} due spazi vettoriali sul campo {\displaystyle K} e {\displaystyle \pi :G\to \mathrm {GL} (V)}, {\displaystyle \rho \colon G\to \mathrm {GL} (W)} due rappresentazioni di {\displaystyle G}. Se definiamo {\displaystyle \pi (g)=\pi _{g}} e {\displaystyle \rho (g)=\rho _{g}}, il prodotto tensoriale di {\displaystyle \pi } e {\displaystyle \rho } è la rappresentazione
{\displaystyle \pi \otimes \rho \colon G\to \mathrm {GL} (V\otimes _{K}W)}
definita così:
{\displaystyle (\pi \otimes \rho )_{g}:=\pi _{g}\otimes \rho _{g},}
dove {\displaystyle \pi _{g}\otimes \rho _{g}} manda
{\displaystyle \sum _{i}v_{i}\otimes w_{i}}
in
{\displaystyle \sum _{i}\pi _{g}(v_{i})\otimes \rho _{g}(w_{i}).}
Tale prodotto tensoriale ha la proprietà seguente: se {\displaystyle x} e {\displaystyle y} sono le matrici di due applicazioni lineari {\displaystyle f\colon V\to V}, {\displaystyle g\colon W\to W} rispetto alle basi {\displaystyle \{v_{i}\ |\ i\}} di {\displaystyle V} e {\displaystyle \{w_{i}\ |\ i\}} di {\displaystyle W}, il loro prodotto tensoriale {\displaystyle f\otimes g} è rappresentato dal prodotto di Kronecker di {\displaystyle x} e {\displaystyle y}, indicato con {\displaystyle x\otimes y}, rispetto alla base {\displaystyle \{v_{i}\otimes w_{j}\ |\ i,j\}} di {\displaystyle V\otimes _{K}W}.
Dalla proprietà
{\displaystyle \mathrm {tr} (x\otimes y)=\mathrm {tr} (x)\mathrm {tr} (y)}
segue che
{\displaystyle \chi _{\pi \otimes \rho }=\chi _{\pi }\cdot \chi _{\rho }.}

### Carattere della potenza simmetrica seconda
Dato uno spazio vettoriale {\displaystyle V} su {\displaystyle K} di dimensione {\displaystyle n}, la potenza simmetrica {\displaystyle m}-esima di {\displaystyle V} è lo spazio vettoriale su {\displaystyle K}, indicato con {\displaystyle S^{m}(V)}, generato dai prodotti simmetrici del tipo {\displaystyle v_{1}\cdot \dots \cdot v_{m}} dove i {\displaystyle v_{i}} appartengono a {\displaystyle V} e i prodotti di somme sono ottenuti imponendo l'usuale distributività. La costruzione è funtoriale nel senso che ad ogni mappa lineare {\displaystyle \varphi :V\to W} si può associare la sua potenza simmetrica {\displaystyle m}-esima
{\displaystyle S^{m}(\varphi ):S^{m}(V)\to S^{m}(W)}
mandando {\displaystyle v_{1}\dots v_{m}} in {\displaystyle \varphi (v_{1})\dots \varphi (v_{m})}.
Se {\displaystyle \{e_{1},\dots e_{n}\}} è una base di {\displaystyle V} allora una base di {\displaystyle S^{m}(V)} è data dai prodotti {\displaystyle {e_{1}}^{i_{1}}\cdot \dots \cdot {e_{n}}^{i_{n}}} dove {\displaystyle i_{1}+\dots +i_{n}=m}. Si ha quindi:
{\displaystyle \dim _{K}(S^{m}(V))={\binom {n+m-1}{m}}.}
Ad ogni rappresentazione {\displaystyle \rho :G\to \mathrm {GL} (V)} possiamo associare la rappresentazione {\displaystyle S^{m}(\rho ):G\to \mathrm {GL} (s^{m}(V))} definita mandando {\displaystyle g} in {\displaystyle S^{m}(\rho (g))}. Se {\displaystyle m=2}, si ha
{\displaystyle \chi _{S^{2}(\rho )}(g)={\frac {1}{2}}\left(\chi _{\rho }(g)^{2}+\chi _{\rho }(g^{2})\right)}

### Carattere della potenza esterna seconda
Dato uno spazio vettoriale {\displaystyle V} sul campo {\displaystyle K}, di dimensione {\displaystyle n} e con la base {\displaystyle \{v_{1},\dots v_{n}\}}, la potenza esterna {\displaystyle m}-esima di {\displaystyle V} è lo spazio vettoriale su {\displaystyle K} indicato con {\displaystyle \Lambda ^{m}(V)} e generato dai prodotti multilineari alternanti {\displaystyle v_{1}\wedge \dots \wedge v_{m}} dove i {\displaystyle v_{i}} sono vettori di {\displaystyle V} e i prodotti di somme sono ottenuti imponendo l'usuale distributività. La costruzione è funtoriale nel senso che ad ogni applicazione {\displaystyle \varphi \colon V\to W} si può associare la sua potenza esterna {\displaystyle m}-esima {\displaystyle \Lambda ^{m}(\varphi ):\Lambda ^{m}(V)\to \Lambda ^{m}(W)} mandando {\displaystyle v_{1}\wedge \dots \wedge v_{m}} in {\displaystyle \varphi (v_{1})\wedge \dots \wedge \varphi (v_{m})}.
Se {\displaystyle \{e_{1},\dots ,e_{n}\}} è una base per {\displaystyle V} allora una base di {\displaystyle \Lambda ^{m}(V)} è data dai prodotti
{\displaystyle e_{i_{1}}\wedge \dots \wedge e_{i_{m}}} dove {\displaystyle i_{1}<\dots <i_{m}\in \{1,\dots ,n\}}. Si ha quindi
{\displaystyle \dim _{K}(\Lambda ^{m}(V))={\binom {n}{m}}}
Ad ogni rappresentazione {\displaystyle \rho :G\to \mathrm {GL} (V)} possiamo associare la rappresentazione {\displaystyle \Lambda ^{m}(\rho ):G\to \mathrm {GL} (\Lambda ^{m}(V))} definita mandando {\displaystyle g} in {\displaystyle \Lambda ^{m}(\rho _{g})}. Si ha
{\displaystyle \chi _{\Lambda ^{2}(\rho )}(g)={\frac {1}{2}}(\chi _{\rho }(g)^{2}-\chi _{\rho }(g^{2})).}

## Relazioni di ortogonalità
Siano {\displaystyle (U,\pi )}, {\displaystyle (V,\rho )} due rappresentazioni del gruppo finito {\displaystyle G} sul campo {\displaystyle K}, e sia {\displaystyle \varphi \colon U\to V} un'applicazione lineare. Nel caso in cui la caratteristica di {\displaystyle K} non divide l'ordine di {\displaystyle G} definiamo
{\displaystyle \varphi _{0}:={\frac {1}{|G|}}\sum _{g\in G}\rho _{g}\varphi \pi _{g}^{-1}.}
Si tratta di un'applicazione K-lineare {\displaystyle U\to V}, ed ha la proprietà fondamentale di essere {\displaystyle G}-invariante, nel senso che {\displaystyle \varphi _{0}(\pi _{h}(u))=\rho _{h}(\varphi _{0}(u))} per ogni {\displaystyle h\in G}, {\displaystyle u\in U}.
Nel caso particolare in cui il campo {\displaystyle K} è algebricamente chiuso e le rappresentazioni {\displaystyle (U,\pi )}, {\displaystyle (V,\rho )} sono irriducibili, il lemma di Schur ci dice che:
1. se {\displaystyle \pi \not \cong \rho } allora {\displaystyle \varphi _{0}=0};
2. se {\displaystyle \pi =\rho } allora {\displaystyle \varphi _{0}} è la moltiplicazione per lo scalare {\displaystyle \mathrm {tr} (\varphi )/\dim _{K}(V)}.

La seconda asserzione è giustificata dal fatto che detto {\displaystyle \lambda } l'autovalore di {\displaystyle \varphi _{0}} si ha
{\displaystyle \lambda \dim _{K}(V)=\mathrm {tr} (\varphi _{0})=\mathrm {tr} \left({\frac {1}{|G|}}\sum _{g\in G}\rho _{g}\varphi \rho _{g}^{-1}\right)={\frac {1}{|G|}}\sum _{g\in G}\mathrm {tr} (\rho _{g}\varphi \rho _{g}^{-1})={\frac {1}{|G|}}\sum _{g\in G}\mathrm {tr} (\varphi )=\mathrm {tr} (\varphi ).}
Pensiamo ora a {\displaystyle \pi _{g},\ \rho _{g}} come a matrici ed indichiamone le componenti con {\displaystyle \pi _{ij}(g)} e {\displaystyle \rho _{hk}(g)} con {\displaystyle 1\leq i}, {\displaystyle j\leq m}, {\displaystyle 1\leq h}, {\displaystyle k\leq n}. Se {\displaystyle K} è un campo algebricamente chiuso di caratteristica che non divide l'ordine di {\displaystyle G}, le precedenti asserzioni tradotte in termini matriciali diventano le seguenti.
1. Se {\displaystyle \pi \not \cong \rho } allora
{\displaystyle {\frac {1}{|G|}}\sum _{g\in G}\pi _{ij}(g)\rho _{hk}(g^{-1})=0.}
2. Se {\displaystyle \pi =\rho } allora
{\displaystyle {\frac {1}{|G|}}\sum _{g\in G}\pi _{ij}(g)\pi _{hk}(g^{-1})={\frac {1}{n}}\delta _{ik}\delta _{jh}.}

Qui il simbolo {\displaystyle \delta _{ij}} è il delta di Kronecker.

### Prima relazione di ortogonalità
Sia {\displaystyle K} un campo algebricamente chiuso di caratteristica zero. Ricordiamo che per il teorema di Maschke ogni carattere di un generico gruppo {\displaystyle G} sul campo {\displaystyle K} si scrive come somma di caratteri irriducibili.
Consideriamo la seguente forma bilineare simmetrica non degenere sullo spazio vettoriale delle funzioni {\displaystyle G\to K}:
{\displaystyle B(\phi ,\psi ):={\frac {1}{|G|}}\sum _{g\in G}\phi (g)\psi (g^{-1}).}
Il risultato precedente implica che se {\displaystyle \chi } e {\displaystyle \theta } sono due caratteri irriducibili relativi a due rappresentazioni di un gruppo finito {\displaystyle G} sugli spazi vettoriali {\displaystyle V}, {\displaystyle W}, entrambi nel campo {\displaystyle K}, il valore di {\displaystyle B(\chi ,\theta )} è 1 se {\displaystyle \chi =\theta } ed è 0 se {\displaystyle \chi \neq \theta }. Questo risultato prende il nome di prima relazione di ortogonalità di Schur.
La prima relazione di ortogonalità ha conseguenze di estrema importanza:
1. Caratteri irriducibili distinti sono linearmente indipendenti. Siano infatti {\displaystyle \chi _{1},\dots ,\chi _{s}} caratteri irriducibili distinti del gruppo finito {\displaystyle G}, e valga {\displaystyle a_{1}\chi _{1}+\dots +a_{s}\chi _{s}=0} con {\displaystyle a_{1},\dots ,a_{s}\in K}. Allora per ogni {\displaystyle i=1,\dots ,s} si ha
{\displaystyle 0=B(a_{1}\chi _{1}+\dots +a_{s}\chi _{s},\chi _{i})=a_{i}B(\chi _{i},\chi _{i})=a_{i}}.
2. Il numero di caratteri irriducibili di {\displaystyle G} è minore o uguale del numero di classi di coniugio di {\displaystyle G}. Siano infatti {\displaystyle C_{1},\dots ,C_{t}} le classi di coniugio di {\displaystyle G}. Data {\displaystyle C=C_{i}} possiamo considerare la funzione {\displaystyle f_{C}:G\to K} che vale 1 su {\displaystyle C} e 0 fuori da {\displaystyle C}. Risulta che le funzioni {\displaystyle f_{C_{1}},\dots ,f_{C_{t}}} sono linearmente indipendenti ed ogni carattere è combinazione lineare di esse, quindi per il punto precedente i caratteri irriducibili di {\displaystyle G} sono al più {\displaystyle t}.
3. Siano {\displaystyle \theta } e {\displaystyle \chi } i caratteri delle rappresentazioni irriducibili {\displaystyle U} e {\displaystyle V} di {\displaystyle G}, ed assumiamo che {\displaystyle \chi } sia irriducibile. Allora la molteplicità di {\displaystyle \chi } in {\displaystyle \theta } è uguale a {\displaystyle B(\theta ,\chi )}. In altre parole detti {\displaystyle \chi _{1},\dots ,\chi _{s}} caratteri irriducibili tali che {\displaystyle \theta =\chi _{1}+\dots +\chi _{s}} (esistono per il teorema di Maschke), si ha che
{\displaystyle B(\theta ,\chi )=B(\chi _{1},\chi )+\ldots +B(\chi _{s},\chi )}
inoltre {\displaystyle B(\chi _{i},\chi )} vale {\displaystyle 1} se e solo se {\displaystyle \chi _{i}=\chi }, altrimenti vale {\displaystyle 0}. In particolare la scrittura di un carattere come somma di caratteri irriducibili è unica.
4. Sia {\displaystyle \chi } un carattere di {\displaystyle G}. Si ha {\displaystyle B(\chi ,\chi )\in \mathbb {N} } e {\displaystyle B(\chi ,\chi )=1} se e solo se {\displaystyle \chi } è irriducibile. Infatti detta {\displaystyle \chi =m_{1}\chi _{1}+\dots +m_{s}\chi _{s}} la decomposizione di {\displaystyle \chi } come somma di caratteri irriducibili, si ha:
{\displaystyle B(\chi ,\chi )=m_{1}^{2}+\ldots +m_{s}^{2}.}
5. Si dice carattere principale di {\displaystyle G} e si indica con {\displaystyle \chi _{1}} o più semplicemente con {\displaystyle 1} il carattere tale che {\displaystyle \chi _{1}\left(g\right)=1} per ogni {\displaystyle g\in G}. Si tratta di un carattere irriducibile dato che {\displaystyle B(1,1)=1}. Per ogni carattere irriducibile {\displaystyle \chi } diverso da {\displaystyle 1} la prima relazione di ortogonalità dice che {\displaystyle B(\chi ,1)=0}, è cioè la seguente uguaglianza:
{\displaystyle \sum _{g\in G}\chi (g)=0.}
6. Il lemma di Burnside dice semplicemente che dato un carattere di permutazione {\displaystyle \chi } relativo ad un'azione transitiva si ha {\displaystyle B(\chi ,1)=1}, ovvero {\displaystyle \chi =1+\theta } per un opportuno carattere {\displaystyle \theta } che non ha 1 nella decomposizione. Siccome
{\displaystyle B(\chi -1,\chi -1)=B(\chi ,\chi )-1=r-1}
dove {\displaystyle r} è il rango del gruppo di permutazione {\displaystyle G}, possiamo per esempio dedurre che {\displaystyle G} è 2-transitivo se e solo se il suo carattere si scrive come {\displaystyle 1+\theta } per qualche carattere irriducibile {\displaystyle \theta } che non ha {\displaystyle 1} nella decomposizione.
7. La rappresentazione regolare di {\displaystyle G} è la rappresentazione lineare associata all'azione di {\displaystyle G} su {\displaystyle G} per moltiplicazione a destra. Siccome il numero di punti fissi di ogni elemento non identico in questa rappresentazione è uguale a zero, il suo carattere è il seguente: {\displaystyle \chi (g)=0} se {\displaystyle g\neq 1}, e {\displaystyle \chi (1)=|G|}. Siano ora {\displaystyle \chi _{1},\dots ,\chi _{s}} i caratteri irriducibili di {\displaystyle G}. Calcoliamo
{\displaystyle B(\chi ,\chi _{i})={\frac {1}{|G|}}\sum _{g\in G}\chi (g)\chi _{i}(g^{-1})={\frac {1}{|G|}}\cdot |G|\cdot \chi _{i}(1)=\chi _{i}(1).}
In altre parole ogni carattere irriducibile compare come componente irriducibile della rappresentazione regolare di {\displaystyle G} con molteplicità uguale al suo grado. Detto {\displaystyle n_{i}} il grado di {\displaystyle \chi _{i}} per {\displaystyle i=1,\dots ,s}, si ha quindi {\displaystyle n_{1}^{2}+\dots +n_{s}^{2}=B(\chi ,\chi )=|G|}. Questa uguaglianza prende il nome di formula della somma dei quadrati o {\displaystyle n}-esimo teorema di Burnside.

### Seconda relazione di ortogonalità
Sia {\displaystyle G} un gruppo finito e siano {\displaystyle \chi _{1},\ldots ,\chi _{s}} le sue rappresentazioni irriducibili sul campo {\displaystyle \mathbb {C} } dei numeri complessi. Dati {\displaystyle h,g\in G} si ha
{\displaystyle \sum _{i=1}^{s}\chi _{i}(h){\overline {\chi _{i}(g)}}=|C_{G}(h)|}
se {\displaystyle h} e {\displaystyle g} sono coniugati in {\displaystyle G}, altrimenti
{\displaystyle \sum _{i=1}^{s}\chi _{i}(h){\overline {\chi _{i}(g)}}=0.}
| Controllo di autorità | LCCN (EN) sh85022626 · GND (DE) 4158438-7 · BNF (FR) cb11982528r (data) · J9U (EN, HE) 987007284794105171 |